# Come Alive
 (septembre 2017).
Si vous disposez d'ouvrages ou d'articles de référence ou si vous connaissez des sites web de qualité traitant du thème abordé ici, merci de compléter l'article en donnant les références utiles à sa vérifiabilité et en les liant à la section « Notes et références ».
Albums de Lara Croft (Rhona Mitra)
Female icon
(1999)
Singles
1. Getting Naked
Sortie : 1997
2. Come Alive
Sortie : 1997

Come Alive est un album composé et produit par Dave Stewart, chanteur, guitariste et musicien anglais, sorti en 1998 à la suite du single Getting Naked. C'est le premier album du personnage de fiction Lara Croft, interprété par Rhona Mitra.

## Présentation
En 1997, l'actrice et mannequin Rhona Mitra sert d'égérie au personnage de Lara Croft pour la promotion publicitaire du jeu vidéo Tomb Raider. Eidos, l'éditeur du jeu, décide alors de sortir un disque de Lara Croft qui serait interprété par Rhona Mitra.
Dave Stewart, ex-membre du groupe Eurythmics, est chargé de composer et de produire l'album. L'enregistrement s'effectue à Londres et en Amazonie, à bord d'un bateau studio. En novembre 1997, sort le single  Getting Naked.
L'album Come Alive, mélange de musique pop et d'electro, sort l'année suivante, incluant le single et dix autres morceaux. Il comprend, également, une plage interactive lisible sur Windows et Mac, présentant une série de photos de Rhona Mitra en Lara Croft.
Come Alive connaît une sortie confidentielle, ceci malgré la licence de Tomb Raider et du personnage de Lara Croft. Cependant, il fait figure de collector auprès des fans du jeu vidéo.
Un second album, intitulé Female icon, sort en 1999, reprenant certains titres de Come Alive  ainsi que trois morceaux inédits.

## Liste des titres
Toutes les chansons sont écrites et composées par Dave Stewart.
| No  | Titre                            | Durée |
| --- | -------------------------------- | ----- |
| 1.  | Getting Naked (Arthur Baker Mix) | 3:38  |
| 2.  | Making Love (Dub)                | 7:39  |
| 3.  | Naked (12" Vocal)                | 7:01  |
| 4.  | Getting Naked (Glen Skinner Mix) | 4:07  |
| 5.  | Beautiful Day (Glen Skinner Mix) | 3:58  |
| 6.  | Beautiful Day (Sure Is Pure Mix) | 8:20  |
| 7.  | Come Alive                       | 4:52  |
| 8.  | Tashina                          | 4:57  |
| 9.  | Really Real                      | 3:51  |
| 10. | Feel Myself                      | 4:44  |
| 11. | Rock Your Own World              | 3:41  |